# Jouw Begrafenis
Jouw Begrafenis was een Nederlands televisieprogramma als onderdeel van de nachtprogrammering NOX. Het programma werd gepresenteerd door Lauren Verster.
In dit televisieprogramma woonde een kandidaat zijn eigen fictieve begrafenis bij, georganiseerd door de eigen vrienden en familie. Via een live videoverbinding kon de persoon in kwestie meemaken hoe de vrienden en familieleden de begrafenis hebben geregeld en georganiseerd.
Op 11 november 2006 werd dit format aangekondigd. Vanaf dat moment kwam er veel ophef over het programma mede omdat het publiek het smakeloos vond.